# Quadrus cerealis
Quadrus cerealis är en fjärilsart som beskrevs av Stoll 1782. Quadrus cerealis ingår i släktet Quadrus och familjen tjockhuvuden. Inga underarter finns listade i Catalogue of Life.